# Tipula (Lunatipula) flavibasis
Tipula (Lunatipula) flavibasis is een tweevleugelige uit de familie langpootmuggen (Tipulidae). De soort komt voor in het Nearctisch gebied.